# Ardisia gardneri
Ardisia gardneri är en viveväxtart som beskrevs av C. B. Cl. Ardisia gardneri ingår i släktet Ardisia och familjen viveväxter. Inga underarter finns listade i Catalogue of Life.